# Floyd megye (Georgia)
Floyd megye az Amerikai Egyesült Államokban, azon belül Georgia államban található. Megyeszékhelye és legnagyobb városa Rome. Lakosainak száma 98 584 fő (2020. április 1.). Floyd megye Walker, Gordon, Bartow, Polk, Cherokee és Chattooga megyékkel határos.

## Népesség
A megye népességének változása:
| Lakosok száma | 96 387 | 96 149 | 95 995 | 95 821 | 96 504 | 98 584 |
|               | 2010   | 2011   | 2012   | 2013   | 2015   | 2020   |